# Svein Mathisen
Svein Erling „Matta“ Mathisen (* 30. September 1952; † 27. Januar 2011) war ein norwegischer Fußballspieler und -funktionär.

## Sportlicher Werdegang
Mathisen entstammte der Jugend von Start Kristiansand. Für den Klub debütierte er 1973 im Erwachsenenbereich und etablierte sich schnell als Stammspieler in der Wettkampfmannschaft, die in den 1970er Jahren zu den Topmannschaften Norwegens zählte. 1975 avancierte der Offensivspieler zudem zum Nationalspieler. Nachdem er sich regelmäßig mit dem Klub für den UEFA-Pokal qualifiziert hatte, gewann er 1978 und 1980 jeweils den Meistertitel. Dabei hatte er sich auch außerhalb der Landesgrenzen einen Namen gemacht, für die Winterpause nach dem Gewinn der ersten Meisterschaft wechselte er auf Leihbasis nach Schottland zu Hibernian Edinburgh. Nach 327 Ligaspielen, in denen er 106 Tore erzielt hatte, beendete er 1989 seine Karriere beim „IK Start“. 
Rund um die Jahrtausendwende arbeitete Mathisen als Kommentator bei TV 2. Später kehrte er als Funktionär zu Start Kristiansand zurück, wo er als Sport- und Mediendirektor tätig war.
2010 wurde bei Mathisen ein Magenkarzinom diagnostiziert. Im Januar des folgenden Jahres erlag er dem Krebsleiden im Alter von 58 Jahren.
Mathisens Sohn Jesper Mathisen verdingte sich ebenfalls als Fußballspieler, einen Großteil seiner Karriere spielte er auch bei Start Kristiansand.